# Pressus
Dans la notation du chant grégorien, le pressus correspond à deux phénomènes qu'il est préférable de séparer. Au sens large, on dit qu'il y a pressus (du latin presso, pressare : presser, serrer) quand dans un groupe, la finale d'un neume est identique à l'initiale du suivant (lequel se prolonge pratiquement toujours vers le grave). La notation vaticane ne distingue pas le pressus autrement que par cette superposition, et tend à baptiser "pressus" toute superposition de ce type.
En revanche, les neumes cursifs montrent que la note faisant pressus est nettement différenciée, que ce soit dans la graphie de St Gall  où elle correspond à l'extrémité en forme de tilde, ou dans celle de Laon  où le "tilde" se prolonge en forme de "m" minuscule. Au sens propre, le pressus est une « Figure de la notation neumatique du Moyen Âge en forme de petit trait horizontal brisé, joint tantôt à une virga, tantôt à la seconde note d'une clivis et servant à indiquer dans un mouvement descendant, l'appui retenu de la voix sur l'avant-dernière note d'un groupe. Le pressus est donc un neume d'ornement. »

## Pressus major et minor

### Pressus vrai
La particularité essentielle des neumes cursifs est la forme ondulée de la note pénultième, forme de "tilde" que l'on peut rapprocher de l'oriscus. Ce "tilde" est toujours suivi d'une note vers le grave, à une seconde ou une tierce.
La nomenclature traditionnelle distinguait entre le pressus major et le pressus minor, qui ne sont à vrai dire que deux manières de voir l'articulation précédant le "tilde". Dans la superposition de deux clivis formant pressus, on peut analyser la situation comme le fait plus volontiers St Gall  par une virga suivie d'un pressus major (comprenant la hampe), ou comme le fait presque systématiquement Laon  par une cliva suivie d'un pressus minor.
Le pressus proprement dit est donc un groupe suffixe de trois notes, les deux premières étant identiques. Le fait que le "tilde" soit sur la deuxième note en notation cursive montre que c'est celle-ci qui reçoit un traitement spécialisé, et non la précédente de même hauteur. La nature de ce traitement n'est cependant pas claire.
Le pressus, suffixe, peut se retrouver derrière une virga isolée (il s'agit alors du pressus major), ou derrière un groupe plus complexe. Le groupe qui le précède se termine généralement plus haut que lui, le plus souvent d'une seconde, parfois d'une tierce - mais pas nécessairement (exemple des grandes antiennes en O). Le pressus peut parfois être resupinus (ce qui le transforme en un suffixe de quatre notes).

### Pressus incorrectement rendus en notation carrée
La notation carrée a eu tendance à rendre compte de certains pressus de manière assez artificielle.
On trouve par exemple fréquemment cette formule finale dans les graduels ou les alléluias, formée par un podatus (épisémé ou pes quassus) suivie d'un pressus minor : . La notation choisie par Solemnes pour cette formule est assez étrange et très contre-intuitive:  le podatus est lié à la première note du pressus, transformant le groupe en une superposition d'un torculus (inexistant pour la notation cursive) et d'une cliva formant pressus ; le seul détail signalant cette transcription aberrante est l'épisème sur la première note du torculus, qui ne se rencontre que dans ce cas de figure.
Une autre finale fréquente est  la combinaison d'un pressus resupinus sur l'avant-dernière syllabe, suivi d'une clivis épisémée sur la dernière. La notation vaticane le note  par la composition d'une cliva et d'un porrectus.

### Interprétation rythmique
Le pressus est toujours un temps fort du groupe neumatique dans lequel il apparaît. L’interprétation d’un pressus est en tout état de cause d’allonger la note ainsi doublée. Il ne s’agit pas simplement d’allonger un son, ce qui peut être marqué par des épisèmes ou des lettres complémentaires, mais bien de donner à l’intérieur de cet allongement l’idée d’une articulation. Le pressus doit résoudre une configuration paradoxale : l’unité graphique de chaque neume reflète une unité et un lié dans l’exécution, donc a contrario une distinction d’un neume à l’autre ; alors que la superposition des hauteurs implique une certaine idée de fusion. Si la répercussion de la première note d’un pressus minor bien détaché graphiquement de la note précédente paraît acceptable, en revanche il semble inadmissible de briser l’unité graphique très affirmée du pressus major en répercutant systématiquement l’oriscus
La manière de l'interpréter est donc problématique, et conduit à des interprétations divergentes:
- Pour les recommandations primitives de Solesme (que l'on trouve dans le "paroissien" n°800), le pressus reçoit toujours l'ictus sur sa première note, le pressus lui-même (superposition de deux notes simples) étant simplement un temps double non différencié.
- Dans une interprétation plus conforme à l'étymologie et à la notation cursive, le pressus est rendu par une répercussion faite sur la deuxième note, à la suite d'une première note faible (en tant que finale du neume précédent). La répercussion (similaire à celle des strophae) conduit à un rythme syncopé, l'accent (d'attaque et d'intensité) n'étant mis qu'au deuxième temps de la rencontre.

L'interprétation d'un pressus tombe facilement dans des excès, que ce soit dans un sens ou dans l'autre. Son interprétation rythmique est celle qui correspond à la bonne élocution du mot "véhément":
- Un simple allongement de la syllabe, qui donnerait "veeement" ne marque pas suffisamment la distinction entre les deux neumes.
- Un coup de glotte, qui donnerait "vé-'ément", serait inversement trop brutal.
- La répercussion entre les deux syllabes de "véhément", similaire à celle du pressus, doit maintenir l'équilibre entre une idée de séparation des syllabes et d'unité de l'élocution: il n'y a pas d'interruption verbale, mais la deuxième syllabe est marquée par un accent que la première n'a pas.

### Interprétation mélodique
Quand un pressus de rencontre se situe au-dessus d'un demi-ton, sur une corde Do ou Fa, il est fréquent d'observer des variantes où la première note de la rencontre a baissé d'un demi-ton: au lieu d'un Ré-Do+Do-Si on trouvera ailleurs Ré-Si+Do-Si.
Cette hésitation suggère que la première note du pressus pouvait être marquée d'un certain fléchissement de la voix, avant que la seconde ne soit réaffirmée sur une ligne mélodique plus ferme.
Ces notes de forme ondulée doivent donc normalement se chanter tremblées, ce qui concorde avec les instructions primitives des éditions de Solesmes:
« Quand plusieurs notes simples, comme dans le strophicus ou le pressus et d'autres comparables, sont apposées, disposées sur le même degré, séparées par peu d'espace, il faut s'attarder sur elles dans une "tenue variable", en fonction de leur nombre plus ou moins grand. Cependant, strophicus et pressus s'opposent, en ce que celui-ci doit être produit plus fortement, ou même, ad libitum, avec un "tremblement de la voix"; celui-là par contre plus doucement, à moins que l'accent plus acéré de la syllabe occurrente n'impose un appui plus marqué. »
S'il existe un tel effet, il reste du domaine de la nuance; et en pratique, l’exécution d’oriscus modulés vocalement n’est possible qu’en solo. En revanche, cette hésitation confirme l'idée que l'accent naturel du pressus tombe sur la deuxième note. La répercussion que cet accent implique est avant tout un accent d'intensité, mais peut également conduire à une variation de tension dans la hauteur, qui correspondrait à cette hésitation dans la transcription mélodique. Cette hésitation mélodique montre aussi a minima qu'il n'est pas possible d'interpréter le pressus comme un simple doublement de la note: il y a une différence perceptible dans le passage de l'une à l'autre, que cette différence soit dans l'intensité ou dans la hauteur.

## Autres neumes à notes juxtaposées
La définition classique du pressus, se fonde sur la seule juxtaposition de notes (« On appelle pressus la rencontre de deux notes sur un même degré »). Elle conduit à confondre des neumes de nature très différente pour ce qui est de leur notation cursive:
- Distropha et tristropha forment naturellement des juxtapositions isolées, ainsi que la bivirga.
- Quand le groupe qui précède se termine moins haut, il ne s'agit pas d'un pressus mais le plus souvent d'un trigon (qui peut être praepunctum), voire parfois d'une bivirga flexa (voir les articles correspondants).
- Quand la deuxième note juxtaposée n'est pas suivie d'une note plus basse (de type flexus) mais d'une coupure neumatique, il s'agit d'un oriscus.

Ces neumes se distinguent facilement du pressus en notation cursive, mais la notation carrée est plus ambigüe, et peut souvent conduire à des hésitations.

## Pressus résultant d'une déformation mélodique
On trouve par ailleurs dans le répertoire grégorien moderne de très nombreuses occurrences de rencontre graphique entre neumes, qui se lisent comme des pressus dans la notation vaticane, mais ne sont pas confirmés par la notation neumatique.
Ces cas s'analysent généralement comme l'indice d'une remontée d'un demi-ton de la mélodie, du Mi au Fa, ou du Si au Do, à la suite de laquelle la note remontée s'est trouvée au même niveau que la précédente ou la suivante.
La deuxième forme du salicus () a très probablement la même origine: un salicus dont la première note a remonté, ou plus rarement un porrectus où la deuxième note est remontée d'un demi-ton.